# Vīrmeh
Vīrmeh (persiska: ویرمه, Varmīyeh) är en ort i Iran.   Den ligger i provinsen Gilan, i den nordvästra delen av landet, 270 km nordväst om huvudstaden Teheran. Vīrmeh ligger 124 meter över havet och antalet invånare är 307.
Terrängen runt Vīrmeh är varierad. Runt Vīrmeh är det ganska tätbefolkat, med 134 invånare per kvadratkilometer. Närmaste större samhälle är Māsāl, 4,8 km nordost om Vīrmeh. I omgivningarna runt Vīrmeh växer i huvudsak blandskog.